# ایلوفکا (استان بلگورود)
ایلوفکا (انگلیسی: Ilovka, Belgorod Oblast) یک شهرک در بخش آلکسیفسکی استان بلگورود کشور روسیه است.